# Costa Brava

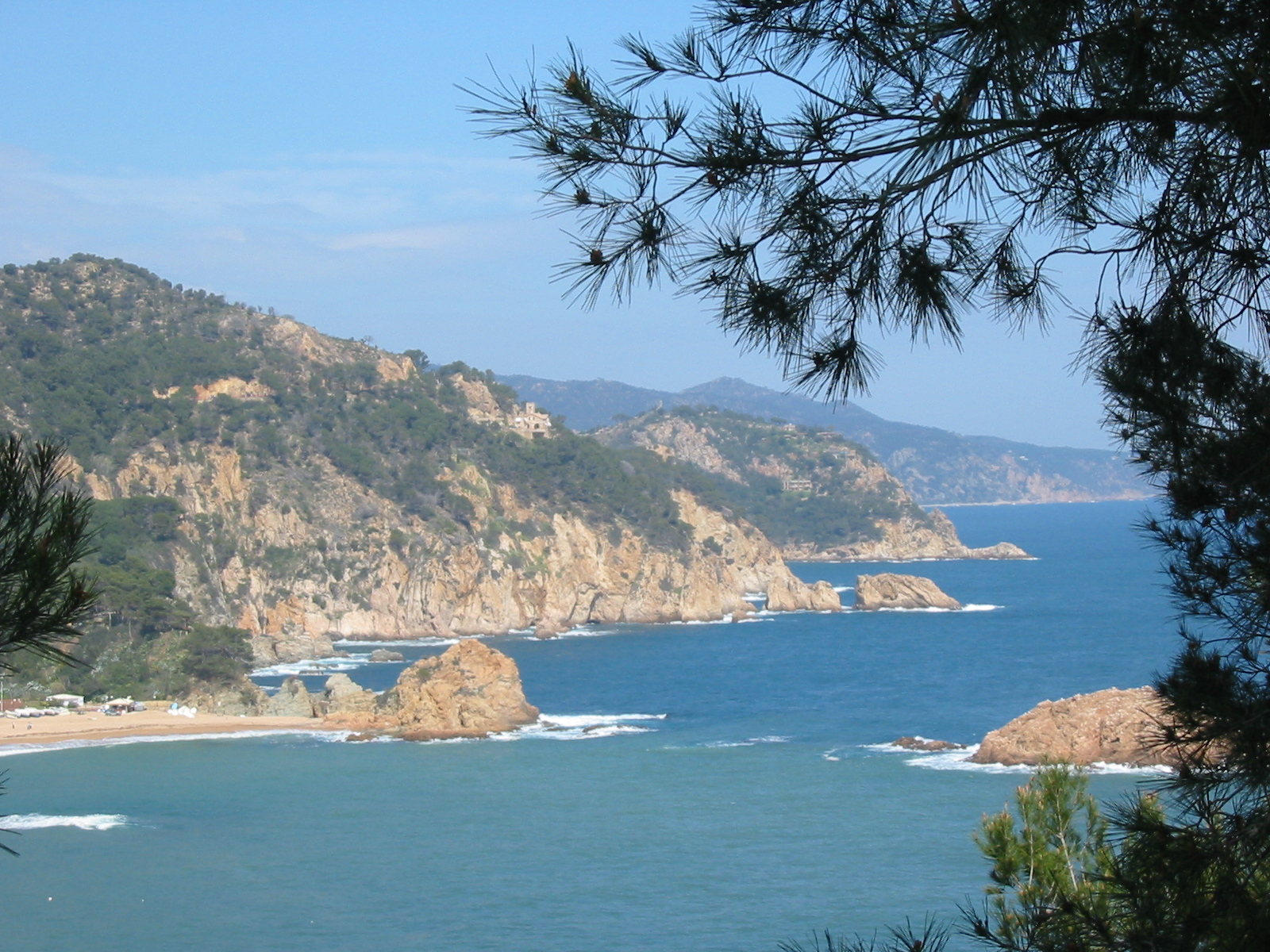
Typiskt kustlandskap längs Costa Brava (bilden är tagen mellan Sant Feliu de Guíxols och Tossa de Mar).

Costa Brava utgörs av nordöstra Kataloniens kusttrakter i Spanien, från Blanes norr om Barcelona upp till den franska gränsen. Costa betyder kust, medan brava kan översättas till klippig eller kuperad (bokstavligen: 'vild').
På 1950-talet identifierades Costa Brava av den dåvarande Francoregimen som en möjlig plats för storskalig turism. Costa Brava har både ett mycket fint klimat sommartid och utmärkta stränder. Under de följande decennierna exploaterades stora delar av Costa Brava. Hotell och lägenhetshotell byggdes i stort antal på orter som Tossa de Mar, Lloret de Mar och l'Estartit. På kort tid ersatte turismen fisket som områdets viktigaste näringsgren.
Längs Costa Brava finns både välbesökta turistorter som Lloret de Mar och andra mera orörda samhällen, som den lilla staden Cadaqués nära den franska gränsen.